# V1500 Cygni
Désignations

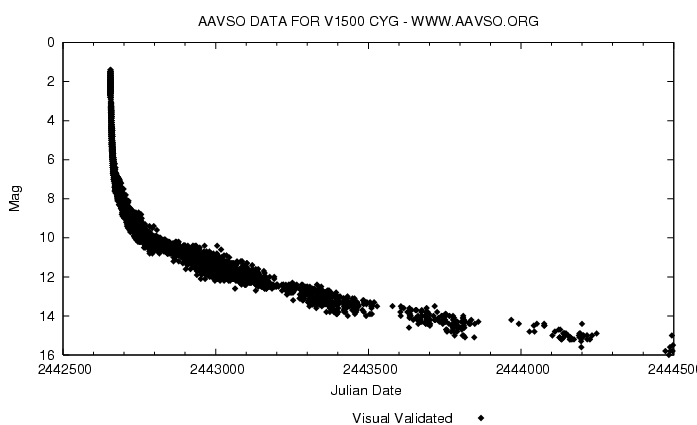
Courbe de lumière de la Nova Cygni 1975 produite à partir des données de l'AAVSO. Les dates sont données en jours juliens.

V1500 Cygni (ou Nova Cygni 1975) était une nova qui survint en 1975 dans la constellation du Cygne. Elle atteignit une magnitude minimale (correspondant à une luminosité maximale) de 2,0.